# Ersilia Bronzini
Ersilia Bronzini también conocida como Ersilia Majno o Ersilia Bronzini Majno (Oleggio, 22 de junio de 1859 – Milán, 17 de febrero de 1933) fue una activista italiana defensora de los derechos de las mujeres, cofundadora y presidenta de la Unión Nacional de Mujeres de Italia y del Asilo Mariuccia considerada una de las mujeres más destacadas en la historia de las precursoras del feminismo italiano.

## Biografía
Hija del dueño de un pequeño negocio, después de la crisis del negocio familiar tuvo que interrumpir sus estudios como su hermana, mientras que los hermanos mayores pudieron graduarse; sin embargo, continuó sus estudios con la ayuda de su hermano Arturo. En 1883 se casó con el abogado socialista Luigi Majno.
Ersilia mantuvo una relación conflictiva con el partido socialista dado que si bien consideraba que el socialismo era un clave estratégica de lectura de la realidad y un ideario al que adherirse, rechazaba subordinar la situación de las mujeres a cuestiones políticas convencida de que la emancipación de las mujeres era un proceso que era necesario activar de inmediato con luchas concretas sin tener que esperar la soñada revolución. También defendió que la delincuencia de menores debía prevenirse y tratarse con magistrados especializados y métodos de recuperación educativa y no punitivos, en espacios diferenciados separados de los adultos frente a la ley italiana de la época que establecía que a partir de los nueve años los jóvenes podían ser castigados con pocas esperanzas de evitar la cárcel de los adultos.

### Actividad política
Comenzó su actividad con el compromiso de la Guardia Obstétrica un servicio creado en Milán en 1887 para ayudar a la maternidad de las mujeres menos ricas de forma gratuita fundada por Alessandrina Ravizza, donde conoció a Anna Kuliscioff, Edvige Gessner Von Willer y otras mujeres iniciadoras del movimiento feminista milanés próximo al Partido Socialista italiano. En esta institución, asume la responsabilidad de búsqueda de fondos entre las mujeres ricas de la burguesía milanesa y trabaja para establecer el servicio no solo como servicio médico, sino también como un lugar donde las proletarias pueden hablar sobre sus problemas de vida y trabajo con otras mujeres. Posteriormente se unió a la Asociación General de las Trabajadoras y pronto se convirtió en su presidenta. 
En 1895 presentó uno de sus trabajos destacados: Norme per regolare il lavoro delle donne (Normas para regular el trabajo de las mujeres) sobre la situación del trabajo de las mujeres después de una investigación sobre horarios, salarios y condiciones laborales defendiendo la necesidad de legislar para regular las condiciones de trabajo de las mujeres.
Entre las promotoras más activas de una ley para la protección del embarazo y la maternidad de las trabajadoras, logra trasladar la preocupación sobre las condiciones de trabajo de las mujeres a la agenda tanto en las conferencias nacionales como en el terreno periodístico. La falta de legislación la llevará a participar en la activación de los Fondos de Maternidad. En 1898, con Edvige Vonwiller, Ada Negri, Jole Bersellini y otros compañeras, planea unir a todas las asociaciones, especialmente a las trabajadoras, en una única organización que las refuerza mutuamente. En 1898 después de una dura represión política y militar de los levantamientos populares contra el aumento del precio del pan, fue especialmente activa en el Comité Pro Reclusos del mayo.
En 1899 junto a otra decena de mujeres provinientes en su mayoría de la burguesía milanesa culta, laica y progresista la Unión Femenina transformada en 1906 en la Unione Femminile Nazionale (Unión Nacional de Mujeres) que tenía como objetivo reunir a las numerosas pequeñas asociaciones que durante esa época trabajaban en diferentes temas relacionados con la defensa de derechos de las mujeres. En 1900 se convirtió en la primera mujer en la historia de Italia, nombrada directora del Hospital Maggiore de Milán. En 1901 fundó el periódico "Unione femminile" órgano de difusión de la Unión Nacional de Mujeres. 
Pionera de un modelo de asistencia social que se volverá paradigmático y cuyos criterios aún se consideran válidos, planea y organiza junto con Nina Rignano Sullam y Elisa Boschetti una de las obras más importantes de la Unión de Mujeres, las "Oficinas de indicación y asistencia". Una vez iniciadas, las Oficinas serán administradas en consorcio con la Sociedad Humanitaria, tomadas como modelo de intervención por el Municipio de Milán. En la lucha contra la explotación y el abuso sexual, se centra en una de las áreas prioritarias de intervención para "la elevación de la mujer", un objetivo establecido en el manifiesto de fundación de la Unión Nacional de Mujeres. Tras la muerte por sorpresa de su hija Mariuccia en junio de 1901 a los trece años a causa de la difteria, es la promotora y habitual organizadora hasta el final de su vida del Asilo Mariuccia creado en 1908 para la recuperación de niñas y jóvenes víctima de abusos sexuales y en peligro de caer en redes de prostitución en coordinación con el Comité contra el tráfico de mujeres con la característica especial a diferencia de otros espacios de acogida dirigidos por mujeres católicas era un espacio laico, aconfesional y con concepto de servicio público. El Comité milanés contra el tráfico de mujeres fue fundado en 1901 y presidido por Ersilia con Camillo Borglio. El objetivo del Comité es combatir la prostitución a través de análisis del fenómeno, colaboración con la policía, mejora de las condiciones económicas, culturales y sociales de las mujeres explotadas y acciones dirigidas a interceptar e interrumpir la cadena de explotación sexual. 
Dirige el periódico "Unione Femminile", publicado de 1901 a 1905 como la voz y el espacio para la elaboración teórica de la organización que lleva el mismo nombre. La "Unión de Mujeres" ofrece encuestas sobre la condición de las trabajadoras, análisis, reseñas de libros y estudios, poesía, noticias sobre las actividades del feminismo en Italia y en el extranjero, información legal, en resumen, todo lo que puede contribuir "a la difusión de idea ". Escribe docenas de artículos para el periódico, en los que explora los temas del trabajo de las mujeres, la explotación del trabajo infantil, las relaciones con las diversas activistas en el movimiento feminista italiano y en el extranjero. Pero también ocupa de las obras de asistencia social, la medicina ocupacional, la maternidad como rol social, la prostitución, etc.  Se trata de una perspectiva general no solo de las mujeres como objeto de dominación y explotación, sino también y sobre todo como sujeto de su propia liberación.
Aporta un conocimiento profundo y generalizado de las condiciones de trabajo de las mujeres en apoyo de la Clínica Laboral creada por Luigi Devoto. 
A principios de siglo, luchó por la reforma del tratamiento de la delincuencia juvenil y dirigió una campaña incansable para la introducción en Italia de los tribunales de menores y del "sistema de prueba". En 1910, elaboró para la Comisión Real para el estudio de la delincuencia juvenil, un gran estudio sobre las características de la delincuencia juvenil y los medios para prevenirla. 
En 1911 participó en el Congreso del periódico cultural "La Voce" sobre la "cuestión sexual", una de las primeras iniciativas en las que se planteó el problema de una nueva forma de tratar la sexualidad. Interviene, con informes, en muchas conferencias nacionales e internacionales sobre el voto, la condición de la infancia y la prostitución. Con el estallido de la guerra, a pesar de su posición en contra de la intervención, se comprometió a ayudar a los hijos de los alistado. Después de la guerra, al no compartir las posiciones antidemocráticas asumidas por las líderes de la Unión, abandonó la asociación. En cambio, continuó su incansable trabajo contra la trata de mujeres, siendo directora nacional del Comité además de continuar dirigiendo el Asilo Mariuccia hasta su muerte en 1933.

## Reconocimientos póstumos
En 2015, el Municipio de Milán decidió que su nombre se incorporara al Panteón de Milán, en el Cementerio Monumental.